# 慶留間島

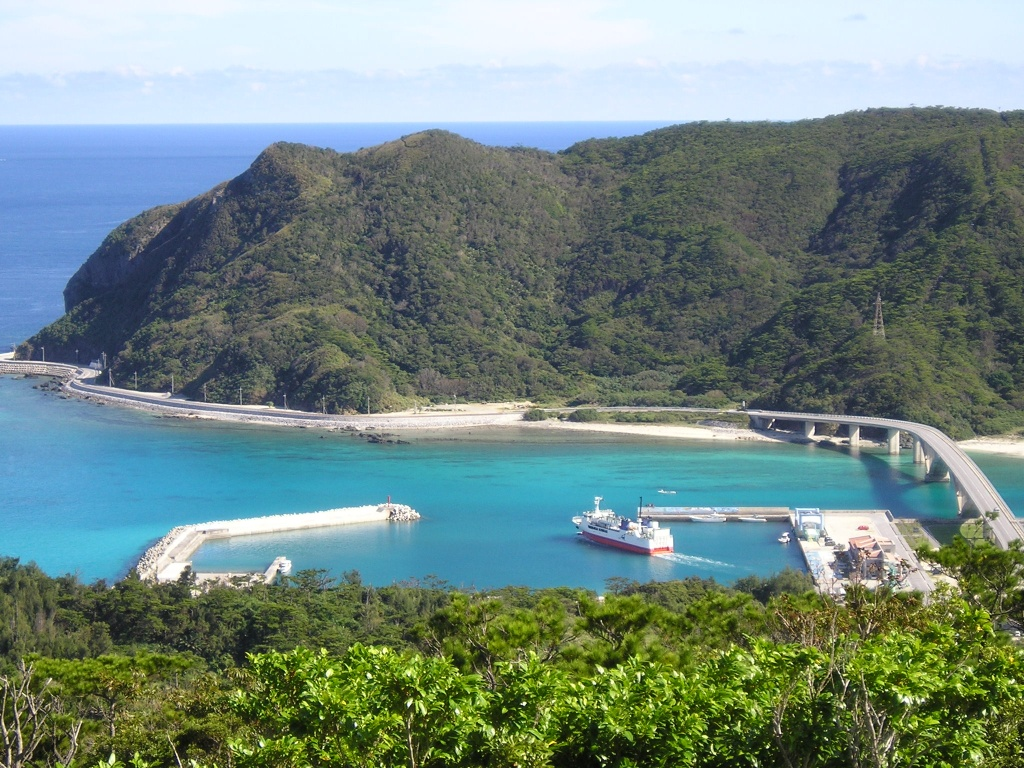
阿嘉島から見た慶留間島

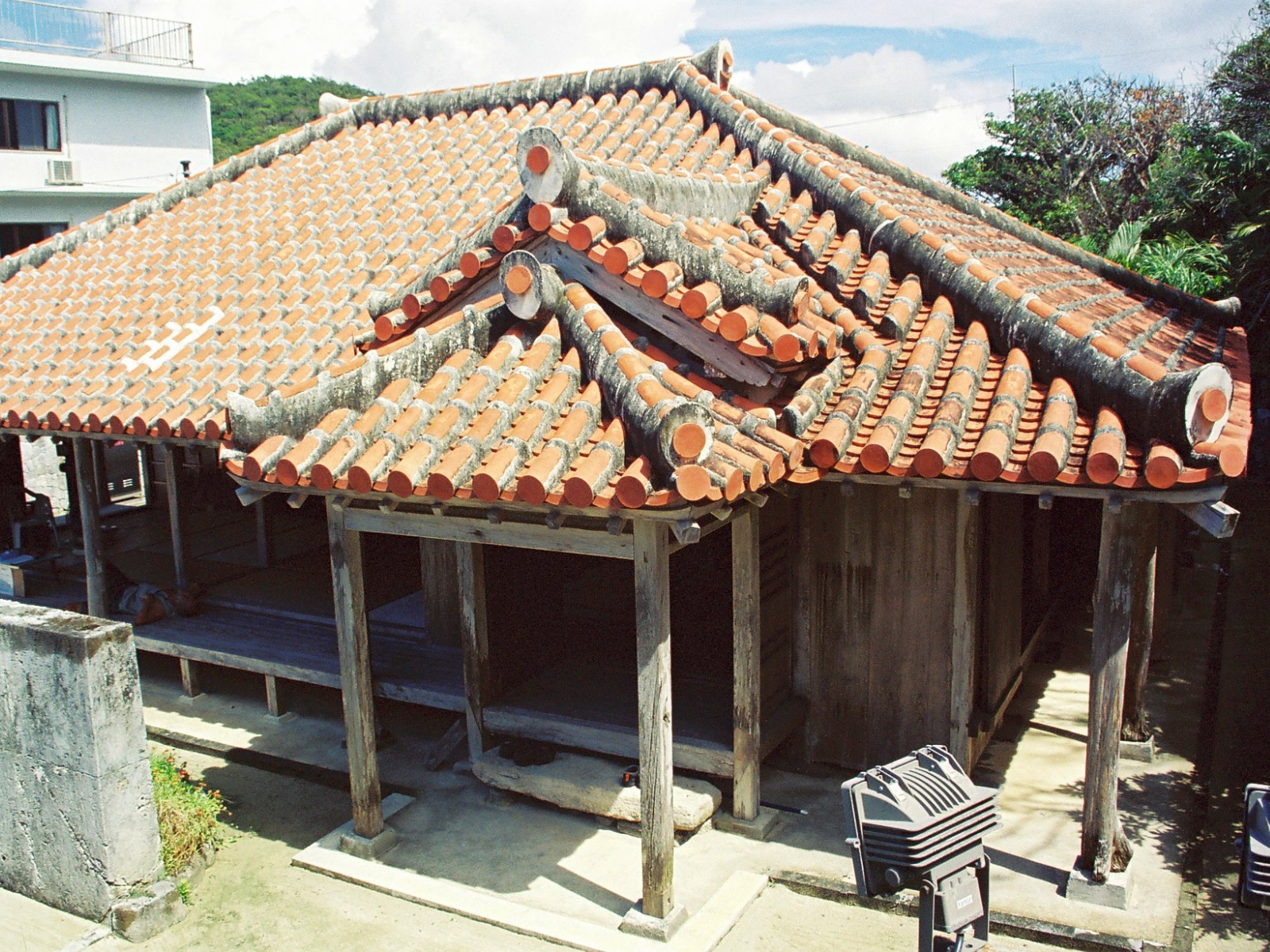
高良家住宅（重要文化財）

慶留間島（げるまじま）は、慶良間諸島に所属する島。沖縄県島尻郡座間味村に属する。人口は62人、世帯数は38世帯（2019年4月1日現在）。

## 概要
集落は一つしかなく、座間味村の3つの有人島の中で最も面積の小さい島である阿嘉大橋で阿嘉島と、慶留間橋で外地島とそれぞれ結ばれている。

## 地勢
- 面積：1.15km2[2]
- 周囲：4.9km[3]
- 人口：62人（2019年4月1日現在）[1]

## 交通
- 座間味村営
  - 那覇港（泊ふ頭） - 阿嘉港 - 座間味港　（那覇港から高速船で50分、フェリーで90分）阿嘉港から集落まで車で5分
  - 阿嘉港 - 座間味港　（村内航路）
- 慶良間空港から集落まで車で5分

※阿嘉島・慶留間島・外地島（慶良間空港がある）は道路橋で繋がっており、阿嘉島にあるレンタサイクルで訪問することも可能。

## 名所・特産品
- 高良家住宅（国の重要文化財）
- パパイヤ
- ケラマジカ生息地